# Josef von Knorr (Beamter, 1782)

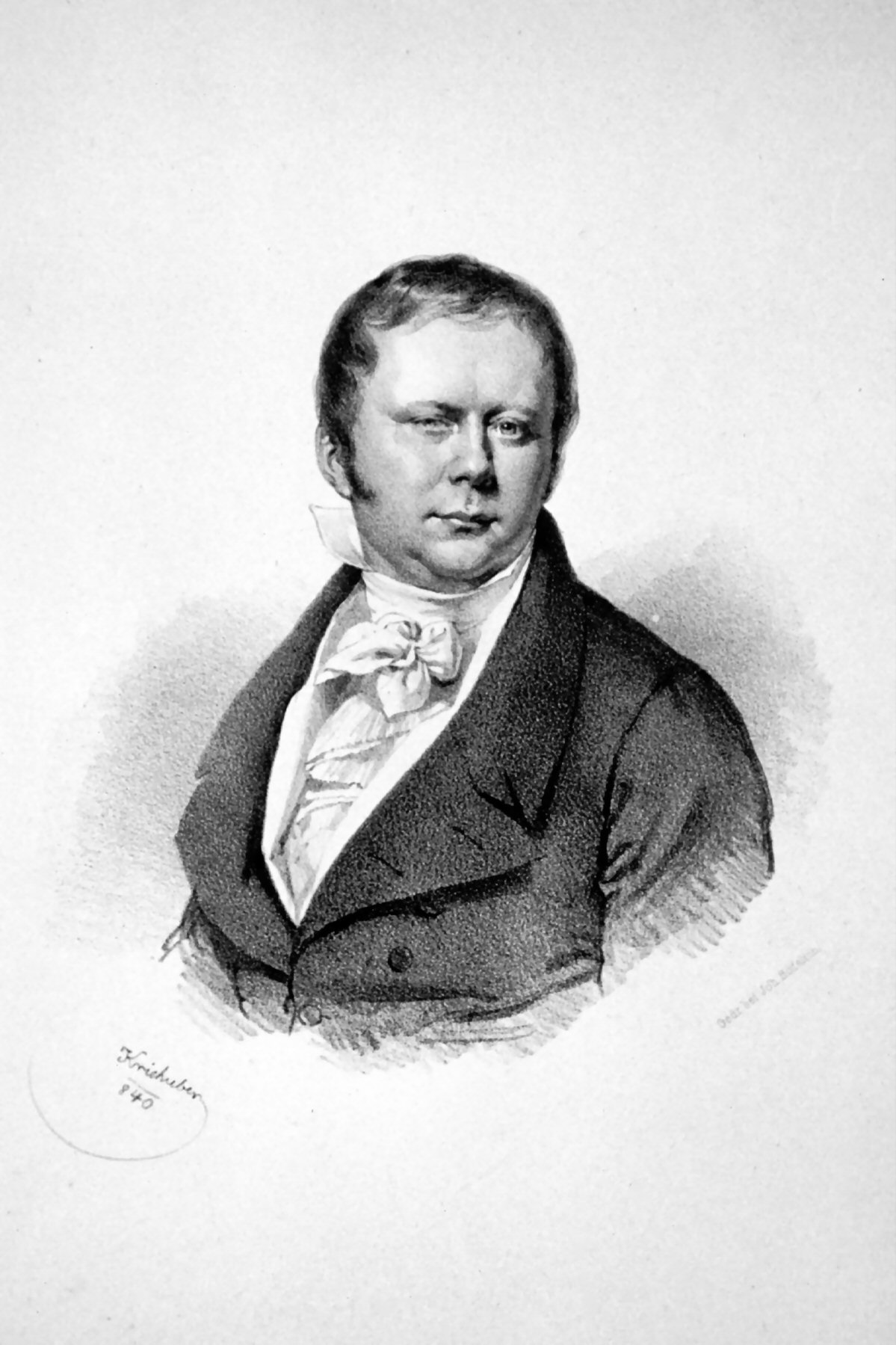
Josef von Knorr, Lithographie 1840

Josef von Knorr (* 21. April 1782; †  21. Dezember 1839 in Wien) war ein österreichischer Staatsbeamter und Gutsbesitzer.

## Leben
Josef, Freiherr von Knorr, entstammte einer aus bürgerlichen Verhältnissen aufgestiegenen Familie, zu der im 18. Jahrhundert bereits ein General, ein Reichshofrat und ein Landrat zählten. Er war ein Sohn des gleichnamigen Freiherrn Josef von Knorr (1746–1789), Hauptmann und niederösterreichischer Landrat des Ritterstandes, aus der Ehe mit Maria Theresia Edle von Kees (1748–1827). Seine Mutter heiratete nach dem frühen Tod des Vaters den Grafen Johann Josef zu Stiebar-Buttenheim († 1825).
Wie auch schon sein Vater vor ihm besuchte Josef von Knorr von 1797 bis 1802 die Theresianische Ritterakademie und trat dann in den Staatsdienst ein. Er war k.k. Hofrat bei der vereinigten Hofkanzlei und gilt als Vater des stabilen Katasters. Er erwarb 1820 von seinem Stiefvater die Herrschaft Stiebar bei Gresten in Niederösterreich und ließ einen 17 Hektar großen Naturpark anlegen. 1834 war Kaiser Franz I. dort zu Gast, der sich vergeblich bemühte, die Herrschaft zu erwerben.
Knorr starb 1839 als k.k. Staats- und Konferenzrat und Ritter des königlich-ungarischen Stephansordens und wurde in Gresten in einer Gruftkapelle beigesetzt. Das Schloss Stiebar erbten seine drei Töchter aus der Ehe mit Emilie von Metzburg (1807–1856). Die älteste Tochter war die Lyrikerin Josefine von Knorr (1827–1908). Nach ihrem kinderlosen Tod 1908 erbte Otto Graf Seefried das Schloss, dessen Nachfahren es bis heute bewohnen.